# Denominazione di origine protetta

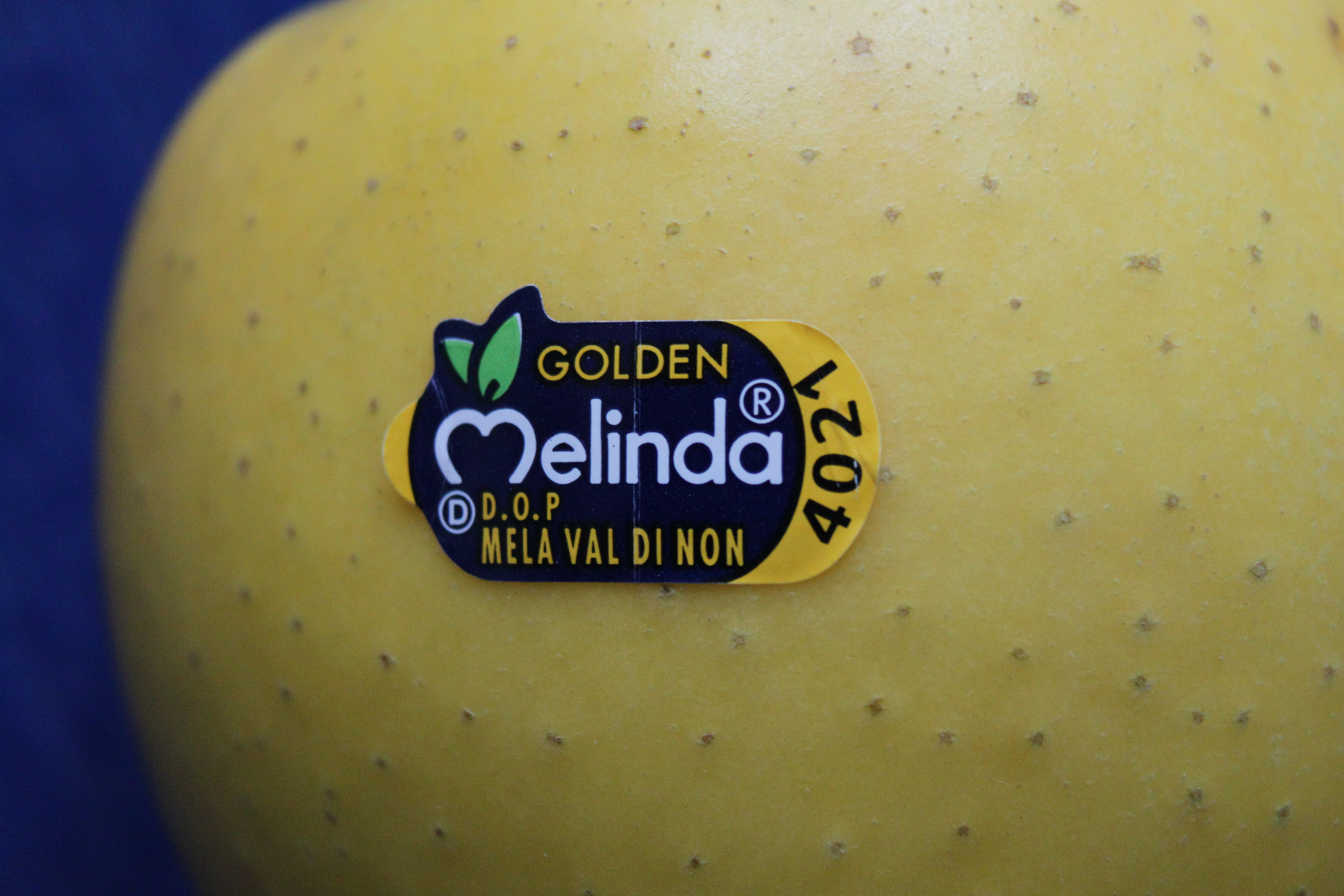
DOP

Denominazione di origine protetta (DOP, alternativt D.O.P.) är en italiensk kvalitetsbeteckning för jordbruksprodukter, som är typiska för en viss region i Italien. Produktens beteckning åtnjuter lagfäst namnskydd.
Exempel på en sådan produkt är balsamvinäger. Andra produkter som tilldelats utmärkelsen DOP kan vara vissa typer av ost, vin, olivolja etc.
Villkoren för att få en produkt godkänd för DOP-märkning är noga fastställda. Ansvarig myndighet för tilldelning av utmärkelsen är Ministero delle Politiche Agricole, Alimentare e Forestale, Ministeriet för jordbruks-, livsmedels- och skogspolitiken.
DOP är erkänt av Europeiska unionen som nationellt kvalitetsbeteckningssystem för Italien.